# آندره سانتوس
آندره سانتوس (به پرتغالی: André Clarindo dos Santos) مدافع، هافبک اهل برزیل است که در شهر سائوپائولو و در تاریخ ۸ مارس ۱۹۸۳ به دنیا آمده‌است.
آندره سانتوس در تیم‌های فوتبال Figueirense ،فلامینگو،اتلتیکو مینیرو،کورینتیانس، فنرباغچه و آرسنال سابقهٔ حضور دارد. این بازیکن همچنین در سال، 2009 24 بار برای، تیم ملی فوتبال برزیل به میدان رفته‌است 